# Forest Hills (Tennessee)
Forest Hills es una ciudad ubicada en el condado de Davidson en el estado estadounidense de Tennessee. En el Censo de 2010 tenía una población de 4.812 habitantes y una densidad poblacional de 201,49 personas por km².

## Geografía
Forest Hills se encuentra ubicada en las coordenadas 36°3′54″N 86°50′25″O / 36.06500, -86.84028. Según la Oficina del Censo de los Estados Unidos, Forest Hills tiene una superficie total de 23.88 km², de la cual 23.88 km² corresponden a tierra firme y (0%) 0 km² es agua.

## Demografía
Según el censo de 2010, había 4812 personas residiendo en Forest Hills. La densidad de población era de 201,49 hab./km². De los 4812 habitantes, Forest Hills estaba compuesto por el 0.1% blancos, el 1.39% eran afroamericanos, el 0.04% eran amerindios, el 1.5% eran asiáticos, el 0.04% eran isleños del Pacífico, el 0.23% eran de otras razas y el 1.04% pertenecían a dos o más razas. Del total de la población el 1.16% eran hispanos o latinos de cualquier raza.